# Кеселинг
Кеселинг (њем. Kesseling) општина је у њемачкој савезној држави Рајна-Палатинат. Једно је од 74 општинска средишта округа Арвајлер. Према процјени из 2010. у општини је живјело 613 становника. Посједује регионалну шифру (AGS) 7131039.

## Географски и демографски подаци
Кеселинг се налази у савезној држави Рајна-Палатинат у округу Арвајлер. Општина се налази на надморској висини од 228 метара. Површина општине износи 31,2 km². У самом мјесту је, према процјени из 2010. године, живјело 613 становника. Просјечна густина становништва износи 20 становника/km².